# Peaux de vaches
Pour les articles homonymes, voir Peau de vache.
Pour plus de détails, voir Fiche technique et Distribution.
Peaux de vaches est un film français, réalisé par Patricia Mazuy et sorti en 1989. Il s'agit du premier film de la réalisatrice. 
Le film, quasi invisible depuis sa sortie, est numérisé et restauré pour être de nouveau distribué dans les salles de cinéma françaises à partir du 25 août 2021.

## Synopsis
C'est l'histoire de deux frères aux parcours différents : l’un est paysan et l'autre pâtissier. Au cours d'une soirée alcoolisée, la ferme va prendre feu, entraînant la mort d'un vagabond et l'arrestation d'un des frères qui se sacrifie. À sa sortie de prison, bien plus tard, il tient à retourner sur les lieux du basculement.

## Fiche technique
- Titre : Peaux de vaches
- Réalisation : Patricia Mazuy
- Scénario : Patricia Mazuy
- Musique : Theo Hakola
- Photographie : Raoul Coutard (non crédité)
- Montage : Sophie Schmit
- Production : Jean-Luc Ormières
- Pays de production :  France
- Langue originale : français
- Genre : drame
- Durée : 90 minutes
- Date de sortie :
  - France : 31 mai 1989

## Distribution
- Sandrine Bonnaire : Annie
- Jean-François Stévenin : Roland
- Jacques Spiesser : Gérard
- Salomé Stévenin : Anna
- Laure Duthilleul : Sophie
- Jean-François Gallotte : Jack Vrel
- Pierre Forget : Armand
- Yann Dedet : Bérino
- Eva Vallejo : la jeune fille

## Distinctions
- Prix du public au Festival Premiers Plans d'Angers en 1989[2]
- Sélection à Un certain regard au Festival de Cannes 1989[3]
- Le film reçoit le Prix de l'Aide à la Création de la Fondation Gan pour le Cinéma en 1987[4]

## Accueil critique
En 2000, le critique Jean-Michel Frodon écrit dans le journal Le Monde que dans ce premier film Patricia Mazuy « révélait une puissance de mise en scène remarquable, qui transfigurait ce conflit de famille dans la France rurale contemporaine en affrontement à la fois mythique et terriblement physique. » Selon lui, Sandrine Bonnaire y trouve l'un de ses meilleurs rôles.